# 五足兽
五足兽，是中国传说是异兽，在《拾遗记》有谈到因国(印度)五足兽的事。在《拾遗记·晋时事》里，记载在太康元年( 280 年)墀国献五足兽，并描述五足兽形状像狮子，形成的缘由是东方的一个身体被解体的人,他的头飞于南海,左手飞于东山,右手飞于西泽。他肚脐一下的两只脚孤立，到下午头回到肩膀上了，但是两只手遇到疾风被吹到海外，掉落到玄洲上面，变成了五足兽。

## 原文
王嘉《拾遗记》因墀國獻五足獸,狀如獅子;玉錢千緡,其形如環,環重十兩,上有「天壽永吉」之字。問其使者五足獸是何變化,對曰:「東方有解形之民,使頭飛於南海,左手飛於東山,右手飛於西澤,自臍以下,兩足孤立。至暮,頭還肩上,兩手遇疾風飄於海外,落玄洲之上,化為五足獸

## 参看
中国妖怪列表